# Emilia Schmäck-Stregen

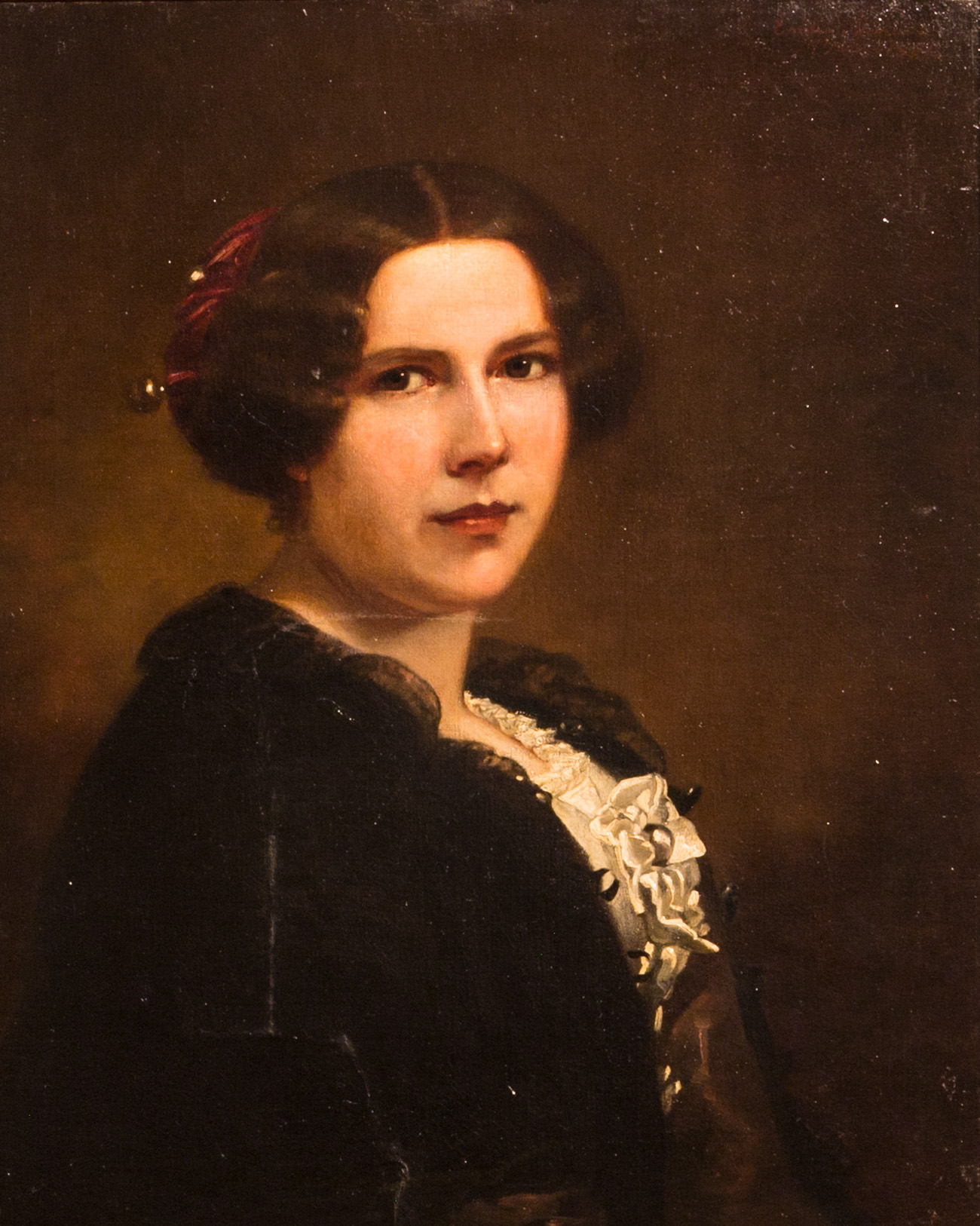
Selbstbildnis von Emilia Schmäck-Stregen (1851)

Emilia (auch Emilie oder Emily) Maria Schmäck-Stregen (* 9. August 1817 in London; † 2. August 1886 in Mödling) war eine britische Malerin, die auch in Österreich wirkte.

## Leben
Emilia Schmäck wurde in London geboren, wo ihr Vater Augustus Schmäck als Großkaufmann arbeitete. Ihre Mutter Anna stammte aus der in Wien ansässigen Familie Wüstefeld. Sie war eine Nichte der österreichischen Weltreisenden Ida Pfeiffer. Die Landschafts- und Vedutenmalerin Julia Schmäck, welche im zweiten Viertel des 19. Jahrhunderts in Wien und Graz wirkte, war wohl Emilia Schmäcks Schwester.
Schmäck beschickte von 1837 bis 1844 Ausstellungen der Royal Academy of Arts und British Institution in London. 1844 verließ sie ihre Geburtsstadt und bereiste Wien und Venedig, bis sie sich 1849 als Berufsmalerin in Wien niederließ.
1856 zog sie mit ihrem kürzlich pensionierten Onkel, Generalmajor Ludwig Wüstefeld (1799–1863), nach Graz. Dort heiratete sie 1861 den Oberstleutnant Freiherr Heinrich Ludwig Stregen von Glauburg (1817–1891), Sohn des Offiziers Felix von Stregen. Sie lebte nach der Hochzeit zunächst in der niederschlesischen Stadt Freiwaldau und ab 1880 in Mödling in Niederösterreich, wo sie sechs Jahre später starb.

## Werk
Emilia Schmäck malte insbesondere Porträts, Genrebilder und Interieurs, aber auch Blumenstücke. Stilistisch gehört sie zu den Vertretern des Biedermeier, wobei ihre Porträts auch Einflüsse ihrer englischen Herkunft zeigen.
Werke (Auswahl)
- Interieur mit zwei sitzenden Damen, ca. 1840, Öl auf Karton, 25,5 × 30,5 cm, Neue Galerie Graz
- Ida Pfeiffer, geb. Reyer, Weltreisende, Porträt, Öl auf Leinwand, 1844, 95 × 74 cm, Wien Museum[4]
- Szene in einem Biedermeier-Interieur, ca. 1850, Öl auf Karton, 25,5 × 20,5 cm, Neue Galerie Graz
- Selbstbildnis, 1851, Öl auf Leinwand, 67,5 × 55 cm, Neue Galerie Graz[5]
- Selbstporträt, 1852, Öl auf Holz, 13 × 10,5 cm, Neue Galerie Graz
- Interieur aus Schloss Rubein bei Meran, Aquarellminiatur Braun in Braun, 1848, 1905 bei Wiener Miniaturen-Ausstellung
- Bildnis Marie Fürstin von Wrede, geb. Gräfin von Balsamo, Öl, 1858, Schloss Ellingen bei Weißenburg, Mittelfranken[1]
- Bildnis Moritz Felicetti von Liebenfelss, 1861, Öl auf Leinwand, 69 × 56 cm, Steiermärkisches Landesarchiv, Graz

## Ausstellungen (Auswahl)
- 1850, 1852: Jahres-Ausstellungen in der k. k. Akademie der bildenden Künste bei St. Anna
- 1853, 1854, 1855: Monats-Ausstellungen des österreichischen Kunstvereins
- 1905: Wiener Miniatur-Ausstellung
- 2020: Ladies First! Künstlerinnen in und aus der Steiermark 1850–1950, Joanneum, Neue Galerie Graz (mit Katalog)[6]